# Plusia conjuncta
Plusia conjuncta là một loài bướm đêm trong họ Noctuidae.